# Серый, Зосим Львович
Зосим Львович Серый (30 ноября 1916 год, Одесса — 9 февраля 1977 год, Кара-Куль, Ошская область) — начальник управления строительства «Нарынгидроэнергострой» Министерства энергетики и электрификации СССР, Ошская область, Киргизская ССР. Герой Социалистического Труда (1976). Член ЦК Компартии Киргизии (с 1963 года). Депутат Верховного Совета Киргизской ССР. Лауреат премии Совета министров СССР.

## Биография
Родился в 1916 году в Одессе.
С 1932 года трудился чертёжником, младшим техником заводоуправления «Пищетрест» в городе Проскуров. В 1940 году окончил электротехнический факультет Киевского института механизации и электрификации сельского хозяйства, после чего трудился на различных стройках гидроэлектростанций.
С 1940 года — инженер-электрик на строительстве ЭнсоГЭС. После начала Великой Отечественной войны эвакуировался в Таджикистан, где работал старшим инженером-электриком в проектном бюро «Таджикэнерго». Участвовал в строительстве Варзобской ГЭС. С 1944 года восстанавливал разрушенную Днепрогэс. В 1948 году вступил в ВКП(б).
С 1948 по 1957 года — начальник участка электрификации на строительстве Горьковской ГЭС. С 1957 года — заместитель главного инженера, начальник Управления строительства основных сооружений Кременчугской ГЭС.
В августе 1963 года назначен начальником Управления строительства «Нарынгидроэнергостроя» в Киргизской ССР. Под его руководством были простроены нарынский каскад, Токтогульская ГЭС, Атбашинская ГЭС, Курпсайская ГЭС, Папанский гидроузел на реке Ак-Бура,
Указом Президиума Верховного Совета СССР от 18 марта 1976 года за выдающиеся производственные успехи, достигнутые в выполнении заданий девятой пятилетки (1971—1975) удостоен звания Героя Социалистического Труда с вручением ордена Ленина и золотой медали «Серп и Молот».
Избирался депутатом Верховного Совета Киргизской ССР 7-го и 8-го созыва, делегатом XXV съезда КПСС.
После выхода на пенсию проживал в городе Кара-Куль, где скончался 9 февраля 1977 года. В 2012 году,  по просьбе ныне покойной жены, тело эксгумировано и перевезено дочерью З.Л. Серого в г. Москву для перезахоронения.
Награды
- Орден Ленина — дважды (04.11.1961; 1976)
- Орден Октябрьской Революции (20.04.1971)
- Орден Трудового Красного Знамени — дважды (27.04.1948; 01.02.1957)
- Орден «Знак Почёта» (04.10.1966)
- Медаль «За трудовое отличие» (02.03.1954)

Память
- В 2016 году в Кара-Куле около дома культуры «Энергетик» был установлен памятник, посвящённый Зосиме Серому.
- Его именем названа улица в городах Кара-Куль и Городец Нижегородской области